# Басерак (муниципалитет)
Басерак (исп. Bacerac) — муниципалитет в Мексике, штат Сонора, с административным центром в одноимённом посёлке. Численность населения, по данным переписи 2020 года, составила 1221 человек.

## Общие сведения
Название Bacerac с языка индейцев опата можно перевести как — место, где видна вода.
Площадь муниципалитета равна 1344,6 км², что составляет 0,7 % от площади штата, а наиболее высоко расположенное поселение Сьенега-де-Орконес, находится на высоте 2102 метра.
Он граничит с другими муниципалитетами Соноры: на севере с Бависпе, на юге с Уачинерой, на западе с Вилья-Идальго и Накосари-де-Гарсией, а на востоке с другим штатом Мексики — Чиуауа.

## Учреждение и состав
Муниципалитет был образован в 1825 году, по данным 2020 года в его состав входит 13 населённых пунктов, самые крупные из которых:
| Код INEGI                  | Населённый пункт                                                                    | Численность населения (2005 год) | Численность населения (2010 год) | Численность населения (2020 год) |
| -------------------------- | ----------------------------------------------------------------------------------- | -------------------------------- | -------------------------------- | -------------------------------- |
| 010                        | Всего                                                                               | 1346                             | 1467                             | 1221                             |
| 0001                       | Басерак (исп. Bacerac) 30°21′19″ с. ш. 108°55′47″ з. д. (административный центр)    | 993                              | 1094                             | 1019                             |
| 0013                       | Сан-Хосе-де-лос-Посос (исп. San José de los Pozos) 30°16′40″ с. ш. 108°33′24″ з. д. | 118                              | 132                              | 67                               |
| 0055                       | Тамичопа (исп. Tamichopa) 30°16′22″ с. ш. 108°54′14″ з. д.                          | 48                               | 50                               | 56                               |
| 0004                       | Сьенега-де-Орконес (исп. Ciénega de Horcones) 30°11′54″ с. ш. 108°37′10″ з. д.      | 108                              | 95                               | 30                               |
| —                          | Прочие                                                                              | 79                               | 96                               | 49                               |
| Названия на карте Генштаба |                                                                                     |                                  |                                  |                                  |

## Экономическая деятельность
По статистическим данным 2000 года, работоспособное население занято по секторам экономики в следующих пропорциях:
- сельское хозяйство, скотоводство и рыбная ловля — 50 %;
- промышленность и строительство — 19,9 %;
- торговля, сферы услуг и туризма — 27,6 %;
- безработные — 2,5 %.

## Инфраструктура
По статистическим данным 2020 года, инфраструктура развита следующим образом:
- электрификация: 97,9 %;
- водоснабжение: 87,6 %;
- водоотведение: 91 %.